# Jean Château
Cet article concerne un psychologue français. Pour le coureur cycliste français, voir Jean Château (cyclisme).
Pour les articles homonymes, voir Château (homonymie).
Jean Château, né le 17 juillet 1908 à Saint-Quentin-sur-Charente et mort le 4 août 1990 à Pessac, est un psychologue et professeur des universités français. Avec Gaston Mialaret et Maurice Debesse, il contribue à l'introduction de cursus de sciences de l'éducation à l'université en 1967, et occupe la première chaire de cette discipline à l'université de Bordeaux.

## Biographie
Ses parents sont instituteurs ; il est le frère du philosophe et homme politique René Château. Il fait ses études secondaires au lycée d'Angoulême, puis prépare, sans succès, le concours d'entrée à l'École normale supérieure au lycée Henri-IV (1926-1929), où il est l'élève d'Alain. Des soucis de santé le contraignent à quitter Paris, et il finit sa licence à l'université de Poitiers. Il est professeur de philosophie au lycée de Tulle (1932), de la Roche-sur-Yon (1933), d’Angoulême (1937), de Pau (1944) et de Bordeaux (1949). Il est classé deuxième à l'agrégation de philosophie (1946) et soutient en 1947 une thèse intitulée Le jeu de l'enfant : après trois ans, sa nature, sa discipline (introduction à la pédagogie), sous la direction de Paul Guillaume, à l'université de Paris. Il est attaché au CNRS à Bordeaux de 1951 à 1953 et participe à la mise en place de la licence de psychologie. Il est nommé professeur à la faculté des lettres et sciences humaines de Bordeaux en 1953, avec une chaire de « psychologie et pédagogie », créée pour lui, qu'il occupe jusqu'à sa retraite académique, en 1973. Il est directeur de l'Institut d'études psychologiques et psychosociales de l'université de 1961 à 1969.

## Les sciences de l'éducation
En 1962, il fait des propositions pour la création d'une licence de pédagogie, qu'il soumet à des collègues universitaires et envisage de proposer au ministère de l'Éducation nationale. Il s'intéresse notamment à la formation des professeurs de « psychopédagogie » en école normale primaire. Il souligne l'importance de la création d'une licence dédiée pour le développement académique de la pédagogie, et une recherche scientifique universitaire : elle permettrait « le développement de disciplines de l’éducation sous toutes leurs formes ainsi que les recherches scientifiques ». Il évoque notamment « la  philosophie de l’éducation, la psychologie et la sociologie de l’éducation, l’histoire de la pédagogie » ainsi que l'enseignement du latin et la pédagogie adaptée pour les élèves malentendants, soulignant l'intérêt à ses yeux que l'enseignement pédagogique soit « délivré par des maîtres formés à cet effet ». 
En 1966, alors que la pédagogie est toujours rattachée à la psychologie qui quant à elle, s'est émancipée de la philosophie, Jean Château revient sur la licence de pédagogie, constatant que « la pédagogie ne trouve point dans les facultés de lettres et sciences humaines cette base de progrès qu’y trouve la psychologie ». La démocratisation de l'enseignement dans les années 1960 pousse les acteurs de l'Éducation à se préoccuper de la formation universitaires : en 1966, une conférence internationale de l’instruction publique porte sur l’organisation de la recherche pédagogique, tandis que l'Association d’étude pour l’expansion de la recherche scientifique (AEERS) fait des propositions concrètes : création d’un conseil de la recherche pédagogique, d’un institut national des sciences de l’éducation, envisageant pour cela le « recrutement
de spécialistes des différentes disciplines concernées ainsi que de chercheurs spécialisés en sciences de l’éducation.
Jean Château élabore un projet de « licence de psychopédagogie », mais c'est le projet de Maurice Debesse qui, sous l'intitulé de « licence de sciences de l'éducation », voit le jour. Dès l'année universitaire 1967, trois universités, Bordeaux, Caen et Paris proposent des diplômes de sciences de l'éducation, licence et maîtrise. Il s'agit de licences décrochées, et non de cursus.

## L'association de chercheurs en sciences de l'éducation
Jean Château propose à Maurice Debesse et Gaston Mialaret, titulaires des deux autres chaires créées l'année précédente, auxquels se joint Jacques Wittwer, de l'université de Bordeaux, une rencontre, à Bordeaux, en 1968.

## Recherches
Il est spécialiste du jeu et de l'éducation de l'enfant. Il s'est intéressé dans ses travaux de recherche à l'histoire de la pédagogie, Montaigne et Rousseau.

## Publications
- Le réel et l'imaginaire dans le jeu de l'enfant, Vrin, 1946.
- Le jeu de l'enfant après trois ans, Vrin, 1947.
- L'enfant et le jeu, éd. du Scarabée, 1950.
- L’enfant et ses conquêtes, Vrin, coll. « L’enfant », 1960-1976.
- La culture générale, Vrin, 1960.
- Psychologie de l'éducation, Vrin, 1970.
- « Qu’est-ce que l’enfance ? », in H. Gratiot-Alphandéry  et R. Zazzo (dir.), Traité de psychologie de l’enfant, Paris, Puf, 1970.
- Malaise dans la psychologie, Flammarion, 1972.
- L’Humanisation, Mardaga, coll. « Psychologie et sciences humaines », 1985.
- (coll.) Les Grandes psychologies modernes. Du temps des philosophes au temps des scientifiques, avec H. Gratiot-Alphandéry, R. Doron et P. Cazayus, Bruxelles, Pierre Mardaga-Dessart, 1977, 407 p.[14].
- Les Grandes psychologies dans l'Antiquité, Paris, Vrin, coll. « Bibliothèque d'histoire de la philosophie », 1978, 128 p.
- (dir.) Les Grands pédagogues, Paris, Puf, 1974, 374 p. (ISBN 978-2130364979)

## Distinctions
- 1966/1967 : président de la Société française de psychologie